# Gaio Rutilio Gallico
Gaio Rutilio Gallico (in latino Quintus Iulius Cordinus Gaius Rutilius Gallicus; Torino, 24/25 d.C. – 91/92 d.C.) è stato un senatore romano.
Ricoprì diversi incarichi al servizio dell'imperatore, due volte console suffetto: per la prima volta nel nundinium da settembre a ottobre 70 d.C.; la seconda volta nell'85 con Lucius Valerius Catullus Messalinus succedendo all'imperatore Domiziano.
Gaio Rutilio era ben visto sia dall'imperatore Claudio che da Nerone, fu un importante sostenitore di Vespasiano e ne fu ricompensato con la nomina di console solo pochi mesi dopo l'arrivo di Vespasiano a Roma. Gaio Rutilio ha ricoperto una serie di ulteriori incarichi civili e militari, tra cui tre come governatore, uno come pontefice e uno come prefetto di Roma.

## Biografia

### Origini famigliari ed adolescenza
Era spesso indicato con il nome più breve Gaius Rutilius Gallicus, che era poi il suo nome prima della sua adozione, come nota Olli Salomies; Gaio Rutilio era un membro della gens Rutilia di Augusta Taurinorum, la moderna Torino. 
L'opinione generale consiste nell'elemento adottivo considerato Quintus Julius Cordius, dato che dal momento del suo utilizzo il nome "Gaius" è stato spesso abbandonato. Sebbene un Quintus Julius Cordius fosse il console suffetto del 71, Salomies dubita che fosse il padre adottivo, sebbene "senza dubbio strettamente imparentato" con lui. 
JEH Spaul ha suggerito che il padre naturale fosse Gaius Rutilius Secundus, governatore appartenente all'ordine equestre della provincia Mauretania Tingitana durante il regno dell'imperatore Claudio.
Gaio Rutilio si è sposato, il nome della moglie è noto da un'iscrizione ritrovata ad Augusta Tauricorum: Minicia L.f. Paetina.

### Carriera politica

#### Periodo della dinastia giulio-claudia
Il primo incarico conosciuto fu come tribuno militare della Legio XIII Gemina, che è attestato nell'anno 52. A questo seguirono le magistrature repubblicane di questore e di edile (in latino aedilis curulis). 
Ha prestato nuovamente servizio militare come legatus legionis della Legio XV Apollinaris durante il regno dell'imperatore Claudio. Durante il mandato di Gaio Rutilio come comandante, la legione era di stanza in Pannonia. Successivamente fu assegnato a governare la provincia della Galazia nell'Anatolia centrale.
Nel 68 Gaio Rutilio fu cooptato nel collegio dei Sodales Augustales. [8] Questo ruolo fu importante per la dinastia giulio-claudia, e questa nomina è una chiara indicazione che Gallico era una persona tra i preferiti dall'imperatore Nerone. [8]

#### Periodo della dinastia flavia
Oltre ad essere favorito da Nerone, era anche tenuto in grande considerazione da Vespasiano. Gaio Rutilio fu nominato console proprio da Vespasiano poco dopo il suo arrivo a Roma in qualità di imperatore. Il consolato era considerato la più alta onorificenza che lo stato romano potesse conferire, e Vespasiano avrebbe fatto tali nomine con cura, proprio per premiare la fedeltà e consolidare quindi il suo sostegno. Sempre sotto Vespasiano Gaio Rutilio fu ammesso nel Collegio dei Pontefici, segno ancora una volta della grande stima dell'Imperatore nei suoi confronti.
È stato Proconsole d'Africa nel 73/74. Sebbene essere proconsole dell'Africa o dell'Asia fosse considerato il più alto grado di un senatore e di solito l'ultimo passo nel servizio imperiale, Gaio Rutilio Gallico è noto per essere stato governatore della Germania Inferiore dal 76 al 78. Fu nominato console per la seconda volta sette anni dopo dall'imperatore Domiziano, in servizio con Lucio Valerio Catullo Messalino. L'ultimo incarico di Gaio Rutilio Gallico fu in qualità di Praefectus urbi (prefetto) di Roma intorno al 91.
Alla sua morte, Stazio gli ha dedicato una poesia (Silvae, 1.4), celebrando la sua guarigione dalla malattia. Guarigione di breve durata, poiché lo stesso Stazio annota che Gallico morì di malattia nella prefazione del primo libro delle Silvae, pubblicato non molto tempo dopo la morte di Gallico.